# Blitz (futbol amerykański)
Blitz (także red dog) – zagranie w futbolu amerykańskim lub kanadyjskim następujące, gdy zawodnicy defensywni znajdujący się poza linią wznowienia gry otrzymują polecenie przekroczenia tej linii, celem wykonania szarży na rozgrywającego drużyny atakującej.
Nazwa zagrania pochodzi od niemieckiej strategii z czasów II wojny światowej o nazwie Blitzkrieg.
Za datę narodzenia się tego typu zagrania uważany jest dzień 1 grudnia 1957 roku, kiedy defensywa San Francisco 49ers pięciokrotnie wymusiła fumble na rozgrywającym New York Giants, Chucku Conerlym.